# Sergei Juljewitsch Witte

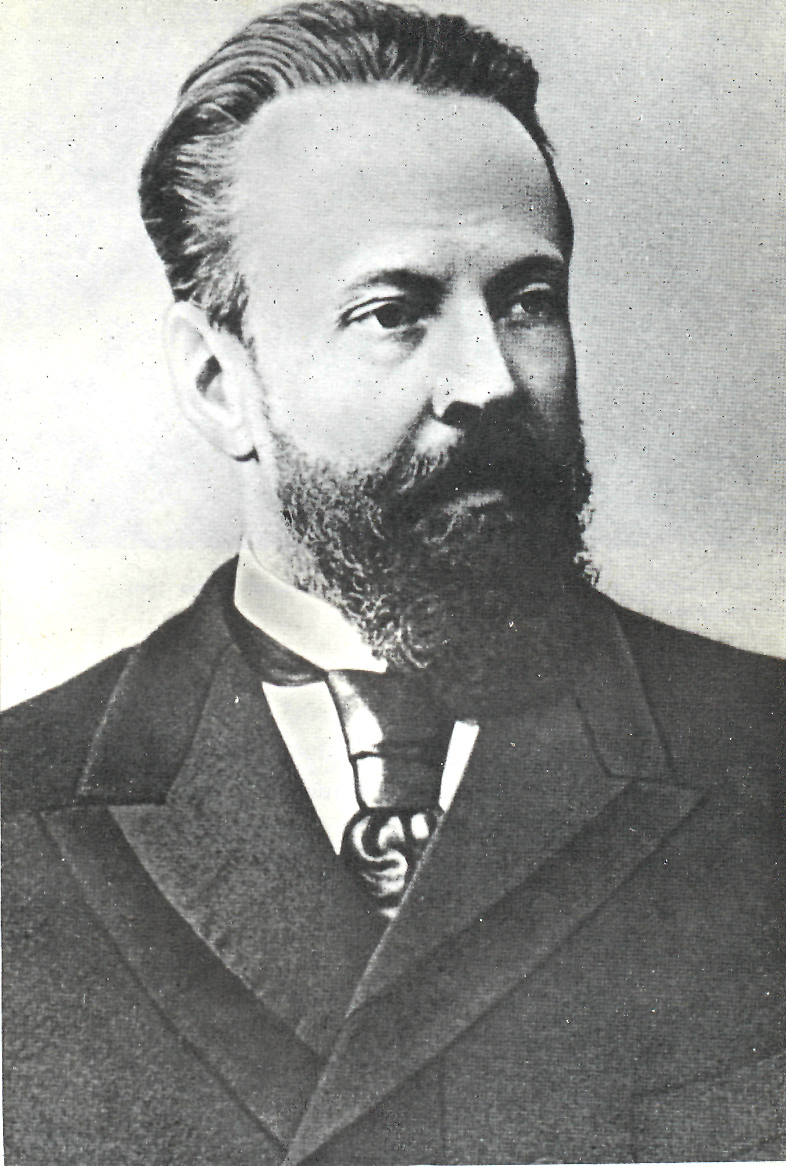
Sergei Juljewitsch Witte, 1905

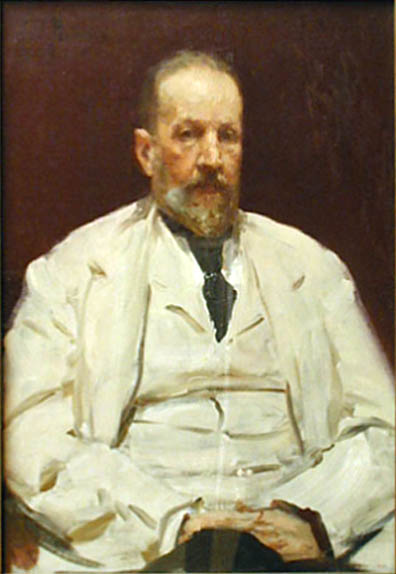
Sergei Juljewitsch Witte, 1905

Sergei Juljewitsch Witte (3. von links) bei den Friedensverhandlungen in Portsmouth 1905

Sergei Juljewitsch Witte (russisch Сергей Юльевич Витте, wiss. Transliteration Sergej Jul'evič Vitte; * 17. Junijul. / 29. Juni 1849greg. in Tiflis, heute Georgien; † 28. Februarjul. / 13. März 1915greg. in Petrograd, heute St. Petersburg) war ein russischer Unternehmer und Staatsmann. Er verfolgte die Idee einer modernisierten zaristischen Herrschaft. Durch geschickte Interventionen zugunsten des ökonomisch aktiven Bürgertums erreichte er eine Modernisierung der russischen Wirtschaft.

## Leben
Witte wurde am 29. Juni 1849 in Tiflis geboren. Sein Vater Julius Christoph Heinrich Georg Witte stammte aus dem Baltikum, gehörte zur deutschbaltischen Ritterschaft von Pleskau, heute Pskow, und hatte in Preußen Landwirtschaft und Hüttenkunde studiert. Anlässlich seiner Heirat trat er vom lutherischen zum orthodoxen Glauben über. Seine Mutter war russischer Herkunft, Tochter der Prinzessin Helene Dolgoruki, und die Okkultistin Helena Blavatsky war seine Cousine.
Nach Schulabschluss begann Witte ein Studium der Mathematik an der Neurussland-Universität in Odessa, das er 1870 beendete. Er fand zunächst eine Beschäftigung bei der russischen Eisenbahn, wo er nacheinander Direktor der Odessaer Eisenbahn und der Südwest-Eisenbahn, die von der Ostsee bis zum Schwarzen Meer verlief, wurde.
1879 ging er nach Sankt Petersburg und wurde Mitglied der vom Zaren ins Leben gerufenen Baranow-Kommission, die eine neue Eisenbahnpolitik für die Regierung ausarbeitete. Witte schrieb eine Eisenbahn-Charta, die zur Grundlage der ersten Betriebsordnung der russischen Eisenbahnen wurde. Er gründete in Kiew die Zeitung Kiewer Wort, die ab 1887 erschien und gute Presse für seine Eisenbahnprojekte schaffen sollte. Witte war damit auch einer der ersten Politiker, der die Bedeutung der Medien für sich zu nutzen verstand, um die öffentliche Meinung gezielt zu manipulieren. Witte nutzte zudem die Blätter „Birschewuie Wedomosti“ (Börsennachrichten) „Moskowskije Wedomosti“ (Moskauer Nachrichten) und „Nowoje Wremja“ (Neue Zeit) befreundeter Herausgeber, um für seine Industrialisierungspolitik zu werben.
Als erfolgreicher Unternehmer wurde er 1889 in die russische Staatsverwaltung berufen und zum Leiter der Abteilung für Eisenbahnangelegenheiten ernannt. Im Februar 1892 wurde er Eisenbahn-, am 30. August desselben Jahres russischer Finanzminister und setzte sich mittels seines Stellvertreters und Vertrauensmanns Afinogen Antonowitsch für einen Goldstandard in der Währung ein.
Er setzte sich für eine Modernisierung Russlands ein, verlangte eine stärkere Industrialisierung der Wirtschaft und forcierte den Bau der Transsibirischen Eisenbahn. Seine Reformbestrebungen führten zum Konflikt mit anderen Ministern, besonders dem konservativen Innenminister Wjatscheslaw von Plehwe, der ihn bei Zar Nikolaus II. denunzierte. Plehwe behauptete, Witte sei Teil einer jüdischen Verschwörung, weshalb Witte am 29. August 1903 von seinem Posten als Finanzminister zurücktreten musste. 
Als sich im Russisch-Japanischen Krieg die Niederlage Russlands abzeichnete, erinnerte sich Nikolaus II. an Wittes Verhandlungsgeschick und sandte ihn im Juni 1905 als Chefunterhändler in die  Vereinigten Staaten, um mit Japan die Bedingungen für den Friedensvertrag von Portsmouth auszuhandeln. Witte zeigte sich als brillanter und harter Verhandlungspartner, der trotz Russlands vernichtender Niederlage auf dem Schlachtfeld relativ milde Vertragsbedingungen aushandeln konnte. Russland verlor die Halbinsel Liaodong, den Kriegshafen Port Arthur (heute Ortsteil von Dalian) und die Konzessionen für die Eisenbahnen in der Mandschurei. Außerdem verpflichtete sich Russland, Süd-Sachalin an Japan abzugeben. Eine vollständige Abtretung Sachalins und hohe Entschädigungszahlungen konnte der japanische Unterhändler Komura Jutaro jedoch nicht durchsetzen. Während der Friedensvertrag in der japanischen Öffentlichkeit mit Unmut aufgenommen wurde und zu den Hibiya-Unruhen führte, war Nikolaus II. mit Witte zufrieden, holte ihn zurück in die Regierung und erhob ihn in den Adelstand. Im Zuge der Bulyginschen Reform vom August 1905, die eine beratende Duma einführte, wurde Witte als erster Regierungschef Russlands mit der Kabinettsbildung beauftragt – zuvor waren alle Minister unmittelbar dem Zaren verantwortlich.

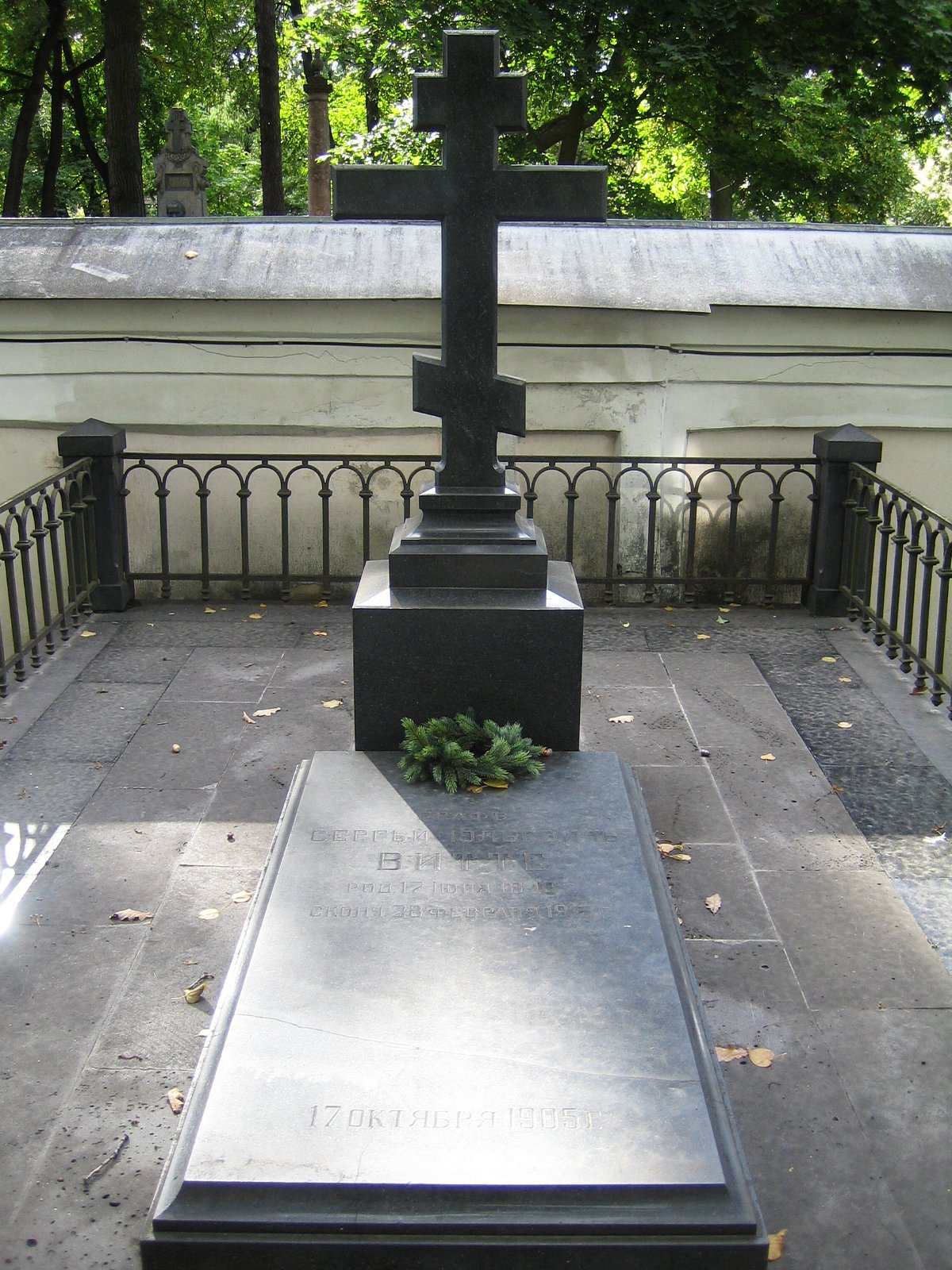
Wittes Grab in St. Petersburg

Unter dem Druck der seit Anfang 1905 ausgebrochenen revolutionären Unruhen musste der Zar am 17. Oktober das von Witte verfasste Oktobermanifest erlassen, das bürgerliche Freiheitsrechte einführte und die Duma in ein gesetzgebendes Organ umwandelte. Witte selbst hatte eindringlich diesen Schritt gefordert und vor den Folgen einer unnachgiebigen Haltung gewarnt. Nach den Wahlen zur ersten Duma geriet er erneut unter Druck, weil liberale Parteien entscheidende Stimmgewinne erzielen konnten und der Zar an den eingeleiteten Reformen zweifelte. Auf Druck konservativer Regierungskreise wurde Witte im April 1906 erneut zum Rücktritt gezwungen. 
Witte zog sich ins Privatleben zurück und schrieb seine Memoiren. Gelegentlich äußerte er öffentlich seine Meinung zum politischen Tagesgeschehen in Russland. Während der Julikrise von 1914 protestierte er entschieden gegen den Eintritt Russlands in den Ersten Weltkrieg, warnte vor einer Niederlage und schlug stattdessen Verhandlungen mit dem Deutschen Reich vor, um einen Kriegsausbruch noch zu verhindern. Der Zar ließ sich darauf aber nicht ein.
Im Dezember 1893 wurde er Ehrenmitglied der Russischen Akademie der Wissenschaften in Sankt Petersburg.
Am 13. März 1915 starb Witte an Meningitis im Alter von 65 Jahren in Petrograd (heute St. Petersburg) und wurde auf dem Alten St. Lazarus Friedhof am Alexander-Newski-Kloster beigesetzt.
Im Zuge einer Initiative erklärten im Jahr 2011 der russische Präsident Dmitri Medwedew sowie Ministerpräsident Wladimir Putin Witte zu ihrem reformerischen Vorbild.

## Veröffentlichungen
- Vorlesungen über Staats- und Volkswirtschaft. Zwei Bände. Deutsche Verlagsanstalt, Stuttgart 1913.

- Erinnerungen. Mit einer Einleitung von Prof. Otto Hoetzsch. Ins Deutsche übertragen von Herbert v. Hoerner. Ullstein, Berlin 1923.
- Mémoires du comte Witte (1849–1915). Trad. François Rousseau, Paris 1921.
- The Memoirs of Count Witte. Hrsg. v. Sidney Harcave. M. E. Sharpe, 1990, ISBN 0-87332-571-0